# Carl Wilhelm von Nägeli
Carl Wilhelm von Nägeli, švicarski botanik, * 27. marec 1817, Kilchberg, Švica, † 10. maj 1891, München, Nemčija.
Bil je eden vodilnih botanikov svojega časa, ki je prvi opisal več rastlinskih anatomskih struktur, zgodovinsko pa je znan tudi kot človek, ki je odvrnil Gregorja Mendla od objave izsledkov njegovih raziskav naravnega izbora pri grahu, saj je imel drugačen pogled na mehanizme evolucije. Zaradi tega je bilo Mendlovo delo več desetletij spregledano in je šele ob ponovnem odkritju po Nägelijevi smrti spodbudilo razvoj teorije evolucije v sodobni obliki.

## Življenjepis
Rodil se je kot sin podeželskega zdravnika v bližini Züricha in že zgodaj pokazal zanimanje za naravoslovje. Kot otrok je obiskoval zasebno šolo in nato gimnazijo v Zürichu. Na Univerzi v Zürichu je nanj vplival predvsem učitelj Lorenz Oken s svojo filozofijo narave, zato je opustil zamisel o študiju medicine in se po prvostopenjski diplomi usmeril v botaniko. Na materino prigovarjanje mu je oče dovolil študirati pri de Candolleju na Univerzi v Ženevi. Doktorsko disertacijo na temo osatov (rod Cirsium) je zagovarjal leta 1840 v Zürichu.
Po študijskem obisku Berlina, kjer se je pobliže seznanil s Heglovo filozofijo, je odšel na Univerzo v Jeni in začel sodelovati z Matthiasom Schleidenom ter se priučil mikroskopije. Leta 1842 je objavil prvi članek o tvorbi peloda, v katerem je natančno opisal delitev rastlinskih celic. Med drugim je opazil »prehodne citoblaste«, za katere se je kasneje izkazalo, da so kromosomi, in utemeljil, da je tvorba stene med hčerinskima celicama posledica in ne vzrok delitve. Leta 1844 je opisal moške gamete iz anteridijev in arhegonije pri mahovih, za katere pa takrat ni spoznal, da so spolne strukture, analogne pelodu in ovarijem semenk.
Leta 1845 se je oženil, na poročnem potovanju sta z ženo obiskala jugozahodno obalo Anglije, kjer je preučeval alge. Ob vrnitvi je postal Privatdocent v Zürichu in predavatelj na tamkajšnji veterinarski fakulteti, kjer je bil kasneje imenovan za izrednega profesorja. Tu je bil en od njegovih študentov Carl Eduard Cramer, s katerim sta vzpostavila plodno sodelovanje in v letih 1855–1858 objavila delo Pflanzenphysiologische Untersuchunge. Nägeli je v vmesnem času nekaj let deloval kot profesor na Univerzi v Freiburgu, leta 1855 pa je sprejel položaj profesorja splošne botanike na novi politehniki v Zürichu in se vrnil v Švico. Njegove raziskave so takrat nekoliko zastale, saj je imel zaradi mikroskopiranja težave z vidom.
Že dve leti kasneje je na posebno povabilo odšel na Univerzo v Münchnu, kjer je nato deloval do svoje smrti. Poleg raziskovanja je tam vzpostavil botanični inštitut in vrt. Preobilje dela je po 60. letu poslabšalo njegovo zdravje in po gripi med epidemijo v letih 1889–90 si ni več opomogel. Umrl je leto kasneje v Münchnu.